# Fluoreto de alumínio
O fluoreto de alumínio é um composto inorgânico de fórmula química AlF3. Ele pode ser preparado a partir do tratamento de hidróxido de alumínio ou alumínio com fluoreto de hidrogênio. Como um sólido, sua estrutura cristalina assemelha-se com a do trióxido de rênio, ReO3, consistindo de AlF6 octaedro distorcido.
AlF3 é refratário, em contraste com outros compostos de alumínio. AlCl3, AlBr3, e AlI3 são dímeros no estado líquido e evaporam como dímeros também. No estado gás, na temperatura de 1000 °C, o fluoreto de alumínio existe como moléculas trigonais do grupo de simetria D3h. O comprimento da ligação AI-F é de 163 picômetros.
O fluoreto de alumínio é um aditivo importante durante a produção de eletrólito alumínio porque diminui o ponto de fusão o óxido de alumínio e aumenta a condutividade do eletrólito.
Junto com o fluoreto de zircônio, o fluoreto de alumínio é a base dos vidros de fluoretos.